# Pont Louis-Philippe

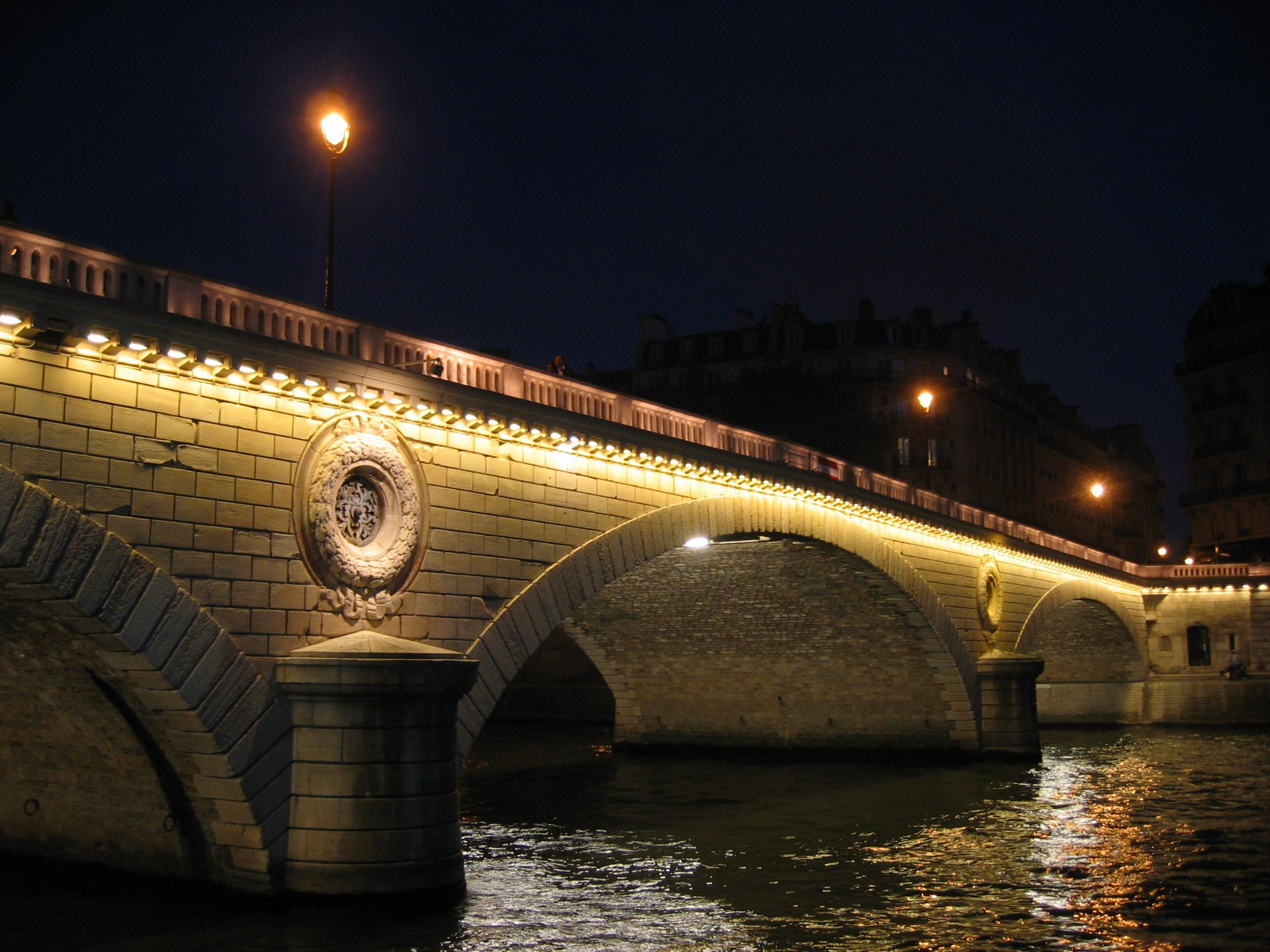
El pont de nit

El pont Louis-Philippe és un pont de París que travessa el Sena, entre la Rive Droite i l'île Saint-Louis.

## Situació
El pont Louis-Philippe es troba al  4t districte i connecta el quartier Notre-Dame amb el quartier Saint-Gervais.

## Història
Va ser el 29 de juliol de 1833, per celebrar la seva accessió al tron al final de la Revolució de 1830, que  Lluís Felip I posa la primera pedra d'un pont penjant en principi anònim, situat en el prolongament de la rue du Pont Louis Philippe (que veu la llum aquest mateix any). Construït per Marc Séguin i els seus germans, travessa el Sena de biaix fins al quai aux Fleurs passant per l'île Saint-Louis. És obert a la circulació un any més tard, el 26 de juliol de 1834. Després de la Revolució de 1848 durant la qual és incendiat, és restaurat i batejat «pont de la Réforme» fins a 1852.

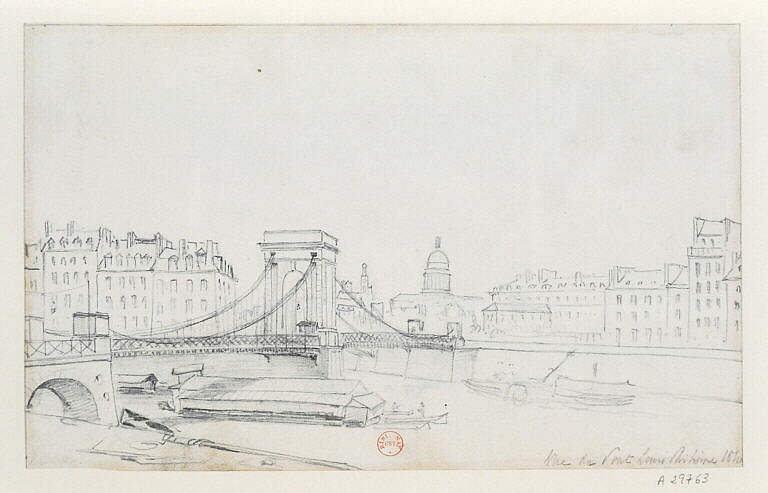
Dibuix de 1840
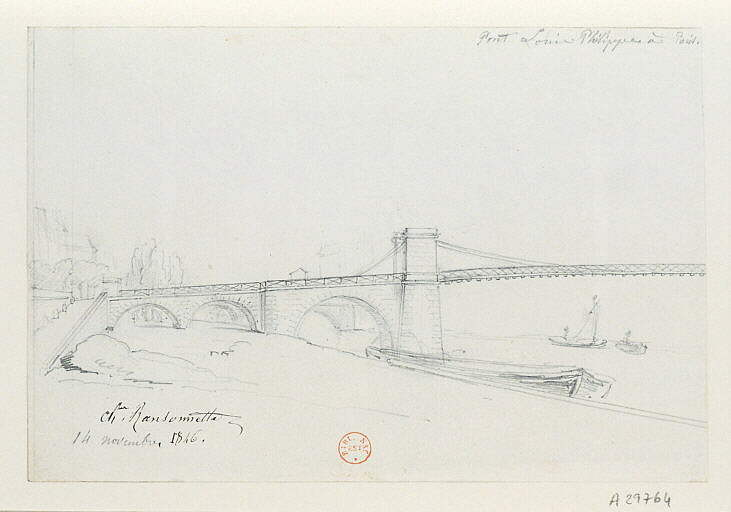
Dibuix de 1846
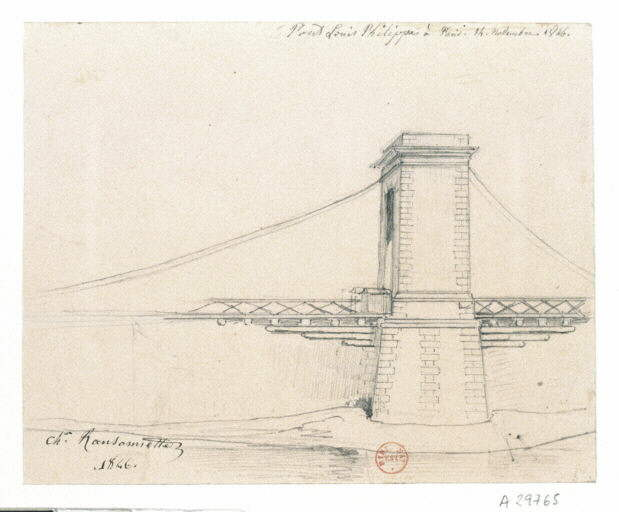
Dibuix de 1846

Per fer front al creixement de la circulació (havent estat també incendiats els llocs de peatge el 1848), és destruït per ser reemplaçat pel pont actual, el 1860. Aquest és construït pels enginyers Edmond-Jules Féline-Romany i Jules Savarin entre l'agost de 1860 i l'abril de 1862, una mica més amunt que l'obra precedent. Aquesta vegada, travessa el Sena perpendicularment, sobre tota la seva amplada. D'una longitud total de 100 m, per a una amplada de 15,20 m, el pont Louis-Philippe va ser doncs inaugurat l'abril de 1862. Cadascuna de les pilastres de 4 m d'ample posades al Sena és guarnida d'una corona de fulles de pedra que envolta una rosassa metàl·lica.
L'única modificació que ha rebut d'aleshores ençà (al contrari del seu contemporani el pont de Bercy), va consistir a reemplaçar per unes d'idèntiques les baranes de pedra, molt degradades per les intempèries, el 1995.